# مراونة (الهايي)
مراونة (بالفارسية: مراونه) هي قرية وتقع في إيران في قسم الهايي الريفي. يقدر عدد سكانها بـ 854 نسمة بحسب إحصاء 2016.